# Gare d'Armentières
La gare d'Armentières est une gare ferroviaire française de la ligne de Lille aux Fontinettes, située sur le territoire de la commune d'Armentières, dans le département du Nord, en région Hauts-de-France.
Elle est mise en service en 1849, par la Compagnie des chemins de fer du Nord. C'est une gare de la Société nationale des chemins de fer français (SNCF), desservie par des trains régionaux du réseau TER Hauts-de-France.

## Situation ferroviaire
Établie à 20 mètres d'altitude, la gare de bifurcation d'Armentières est située au point kilométrique (PK) 20,120 de la ligne de Lille aux Fontinettes entre les gares ouvertes de Pérenchies et de Nieppe. Elle est l'origine de la ligne d'Armentières à Arques et de la ligne d'Armentières à Houplines. Elle est l'aboutissement de la ligne de Wavrin à Armentières.

## Histoire

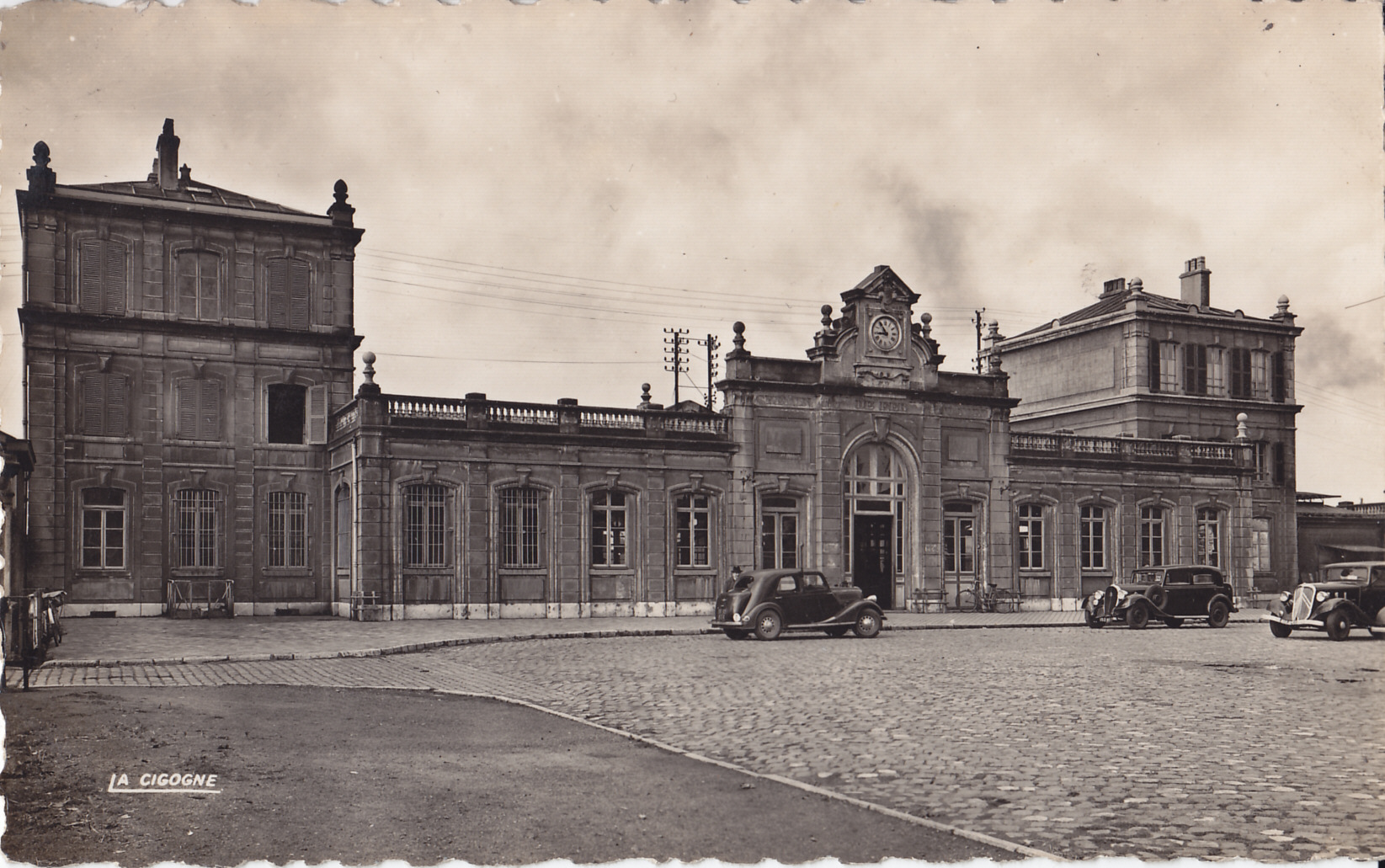
La gare, dans les années 1930.

La station d'Armentières est mise en service le 1er septembre 1848 par la Compagnie des chemins de fer du Nord, lorsqu'elle ouvre la section de Lille à Saint-Pierre-lès-Calais de son chemin de fer de Lille à Calais. Le bâtiment voyageurs définitif est achevé en 1861.
Le tableau du classement par produit des gares du département du Nord pour l'année 1862, réalisé par Eugène de Fourcy ingénieur en chef du contrôle, place la station d'Armentières au 18e rang, et au 39e pour l'ensemble du réseau du Nord, avec un total de 257 987,26 francs. Dans le détail cela représente : 85 579,57 francs pour un total de 76 397 voyageurs transportés, la recette marchandises étant de 7 838,39 francs (grande vitesse) et 164 569,30 francs (petite vitesse).
Le 1er juillet 1870, la Compagnie du chemin de fer d'Ostende à Armentières inaugure la ligne d'Armentières à Houplines et son prolongement vers Comines (actuelle ligne 67, fermée).
En 1885, une clôture est posée pour séparer les voies de garage des voies de service et un abri est édifié pour protéger les archives et colis en souffrance.
Entre le 23 mai 1895 et 1935, la gare sert également de terminus à la ligne de tramway à écartement métrique d'Armentières à Halluin de la Société des chemins de fer économiques du Nord (CEN).

## Service des voyageurs

### Accueil
Gare de la SNCF, elle dispose d'un bâtiment voyageurs, avec guichet, ouvert tous les jours. Elle est équipée d'automates pour l'achat de titres de transport.
Un souterrain permet la traversée des voies et le passage d'un quai à l'autre.
Armentières est la 2e gare TER en nombre de voyageurs au sein de la métropole lilloise, après celle de Lille-Flandres.

### Desserte
Armentières est desservie par des trains TER Hauts-de-France, qui effectuent des missions entre les gares de Lille-Flandres et de Dunkerque, ou d'Hazebrouck.

### Intermodalité

#### Réseaux bus et cars
Un pôle d'échanges est situé à proximité de la gare. Il est desservi par les lignes régulières Liane 99 (L99), 65, 80, 81, 82, 236, Citadine d'Armentières (CITA) et 938, ainsi que par les lignes sur réservation 27R, 65R, 74R et 82R du réseau Ilévia. Il est également desservi par les lignes 908, 909, 911 et 913 du réseau régional Arc-en-Ciel 1 et par la ligne 419 du réseau Oscar.

#### Vélos
Un abri à vélo V'Lille opéré par Ilévia est mis à la disposition des usagers sur le parvis de la gare. Cet abri vélo est accessible en permanence à l'aide d'une carte Pass Pass avec le droit d'accès préalablement chargé. Il y a également deux arceaux non surveillés pouvant accueillir quatre vélos.

#### Parking relais voitures
Un parking relais opéré par Ilévia de 850 places est situé à proximité de la gare. Il est ouvert du lundi au vendredi de 4 h 45 à 0 h 30 ainsi que les samedis et dimanches de 5 h 45 à 0 h 30. Il est accessible uniquement avec un titre de transport Ilévia validé le jour même. Ce parking possède des places réservées aux personnes à mobilité réduite ainsi que des bornes de recharge Pass Pass Électrique.